# Perithemis icteroptera
Perithemis icteroptera – gatunek ważki z rodziny ważkowatych (Libellulidae). Występuje na terenie Ameryki Południowej.